# Ole Henrik Laub

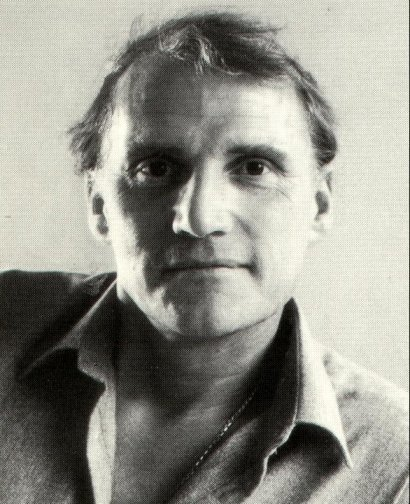
Ole Henrik Laub

Ole Henrik Laub (ur. 3 grudnia 1937 w Aarhus, zm. 22 października 2019) – duński pisarz.
Laub debiutował w 1967 zbiorem opowiadań Et Svaerd Dyppet i honning. Był autorem ponad pięćdziesięciu książek, opowiadań, powieści i książek dla dzieci. Malował również obrazy, używając pseudonimu Henry Barrach.

## Prace
- Et svaerd dyppet i Honning (1967)
- Hjem klokken 5 (1972)
- Fjolsernes Konge (2007)